# Богатое (Калининградская область)
Богатое — посёлок в Зеленоградском районе Калининградской области. Входил в состав Красноторовского сельского поселения.

## История
Деревня назвалась Покалькштайн  до 1947 года, была основана в 1305 году и до 1945 года состояла из трех больших дворов. 
В 1874 году Покалькштайн вошел в район Санкт–Лоренц, затем  с 1939 по 1945 год в состав района Фишхаузен, округа Самланд - провинции Восточная Пруссия.

## Население
| 2002 | 2010 |
| ---- | ---- |
| 41   | ↘38  |